# Supaphorn Prompinit
Supaphorn Prompinit (thailändisch สุภภรณ์ พรหมพินิจ, * 3. März 1989 in Sakon Nakhon) ist ein ehemaliger thailändischer Fußballspieler.

## Karriere
Supaphorn Prompinit stand von 2008 bis 2011 beim Sriracha FC unter Vertrag. Der Verein aus Sriracha spielte 2008 in der zweiten Liga, der Thai Premier League Division 1. 2008 wurde er mit dem Klub Vizemeister und stieg in die erste Liga auf. Nach nur einem Jahr musste er mit Sriracha wieder in die zweite Liga absteigen. 2010 schaffte man als Meister den direkten Wiederaufstieg. Ende 2011 musste er mit dem Verein wieder den Weg in die Zweitklassigkeit antreten. Nach dem Abstieg verließ er Sriracha und ging nach Chonburi. Hier schloss er sich dem Erstligisten Chonburi FC an. Mit Chonburi wurde er am Ende der Saison Vizemeister. Die Rückserie 2013 wurde er an den Ligakonkurrenten Suphanburi FC nach Suphanburi ausgeliehen. 2014 unterschrieb er einen Vertrag beim ebenfalls in der ersten Liga spielenden Army United. Für den Verein aus Bangkok spielte er eine Saison. Die Hinserie 2015 stand er beim ebenfalls in Bangkok beheimateten Erstligisten Port FC unter Vertrag. Die Rückserie 2015 spielte er beim Zweitligisten Chiangmai FC in Chiangmai. 2016 nahm ihn der Drittligist Trat FC unter Vertrag. Mit dem Klub aus Trat spielte er in der dritten Liga, der damaligen Regional League Division 2. Hier spielte Trat in der Eastern Region. Ende der Saison wurde Trat Meister der Region und stieg anschließend in die zweite Liga auf. Mit Trat spielte er noch ein Jahr in der zweiten Liga. Von Januar 2018 bis Juni 2019 war er vertrags- und vereinslos. Am 1. Juli 2019 nahm ihn der Zweitligist Ubon United aus Ubon Ratchathani bis zum Saisonende unter Vertrag. Am 1. Januar 2020 beendete er seine Karriere als Fußballspieler.

## Erfolge
Sriracha FC
- Thailändischer Zweitligameister: 2010  ▲

Chonburi FC
- Thailändischer Vizemeister: 2012

Trat FC
- Regional League Division 2 – East: 2016  ▲